# الانتخابات العامة في زيمبابوي 2018
الانتخابات العامة زيمبابوي 2018 في يونيو 2018 لانتخاب الرئيس وأعضاء البرلمان.